# Liste chronologique des beat them all
La date indiquée est celle de la première sortie, continents et versions confondus.
- Voir aussi : beat them all

## 1982
- Kangaroo

## 1984
- Bruce Lee
- Karate Champ
- Karateka
- Kung-Fu Master

## 1985
- Green Beret
- My Hero
- Shao-Lin's Road
- Yie Ar Kung-Fu

## 1986
- Renegade
- Trojan
- Yie Ar Kung-Fu II

## 1987
- Avengers
- Barbarian: The Ultimate Warrior
- Double Dragon
- Tiger Road

## 1988
- Altered Beast
- Bad Dudes Vs Dragon Ninja
- Barbarian II: The Dungeon of Drax
- Double Dragon II: The Revenge
- Kabuki-Z
- Manhattan Dealers
- Ninja Warriors, The
- Prisoners of War
- Shadow Warriors
- Splatterhouse
- Target: Renegade
- Vigilante

## 1989
- Crime Fighters
- Dragon Unit
- Dynasty Wars
- Final Fight
- Gang Wars
- Golden Axe
- Last Battle
- S.P.Y Special Project Y
- Skull and Crossbones
- Street Gangs
- Teenage Mutant Hero Turtles
- Tough Turf

## 1990
- Alien Storm
- Batman: The Video Game
- Combatribes, The
- Double Dragon 3: The Rosetta Stone
- Growl
- Michael Jackson's Moonwalker
- Mug Smashers
- Ninja Combat
- The Ninja Kid
- Two Crude

## 1991
- 64th. Street: A Detective Story
- Burning Fight
- Captain America and the Avengers
- Captain Commando
- Crime Fighters 2
- D.D. Crew
- Eightman
- Golden Axe II
- Karate Blazers
- King of Dragons, The
- Knights of the Round
- Legend of Success Joe
- Mutation Nation
- Mystical Fighter
- Ninja Clowns
- PuliRuLa
- Riot City
- Robo Army
- Sengoku
- Simpsons, The: Arcade Game
- Spider-Man: The Video Game
- Streets of Rage
- Teenage Mutant Hero Turtles II: Back from the Sewers
- Teenage Mutant Ninja Turtles: Turtles in Time
- Teenage Mutant Ninja Turtles III: The Manhattan Project
- Vendetta
- Warrior Blade - Rastan Saga Episode III

## 1992
- Arabian Fight
- Arabian Magic
- Astérix
- Batman Returns
- Brawl Brothers
- Golden Axe: The Revenge of Death Adder
- Hook
- Kikou Keisatsu Metal Jack
- Legionnaire
- Rival Turf!
- Silent Dragon
- Sonic Blast Man
- Splatterhouse 2
- Streets of Rage 2
- Super Double Dragon
- Teenage Mutant Hero Turtles: The HyperStone Heist
- Undercover Cops
- Warriors of Fate
- X-Men

## 1993
- Annet Futatabi
- Batman Returns
- Battletoads and Double Dragon: The Ultimate Team
- Bishin Densetsu Zoku: The Legend of Bishin
- Cadillacs and Dinosaurs
- Cosmo Police Galivan II: Arrow of Justice
- Cyborg Justice
- Denjin Makai
- Dungeons and Dragons: Tower of Doom
- Final Fight 2
- Golden Axe III
- Metamorphic Force
- Night Slashers
- Ninja Baseball Bat Man
- Peace Keepers, The
- Punisher, The
- Sailor Moon
- Sailor Moon R
- Sengoku 2
- Shadow Force
- Splatterhouse 3
- Violent Storm

## 1994
- Adventures of Batman and Robin, The
- Alien vs. Predator
- Armored Warriors
- Battletoads
- Battle Zeque Den
- Genocide 2: Master of the Dark Communion
- Franko: The Crazy Revenge
- Hagane: The Final Conflict
- Legend
- Mutant Rampage: Bodyslam
- Ninja Warriors, The: The New Generation
- Pirates of Dark Water, The
- Power Instinct
- Sonic Blast Man II
- Spider-Man and Venom: Maximum Carnage
- Stone Protectors
- Streets of Rage 3
- X-Men: Mutant Apocalypse

## 1995
- Batman Forever
- Comix Zone
- Final Fight 3
- Guardians
- Gourmet Sentai Bara Yarou
- Jim Lee's Wild C.A.T.S: Covert Action Teams
- Mighty Morphin Power Rangers: The Movie
- Pretty Soldier Sailor Moon
- Spider-Man and Venom: Separation Anxiety
- Todd McFarlane's Spawn: The Video Game

## 1996
- Batman Forever: The Arcade Game
- Die Hard Arcade
- Dungeons and Dragons: Shadow over Mystara
- Guardian Heroes
- Marvel Super Heroes in War of the Gems
- Three Dirty Dwarves
- X-Perts

## 1997
- Battle Circuit
- Fighting Force
- Mortal Kombat Mythologies: Sub-Zero
- Oriental Legend
- Panzer Bandit

## 1998
- Dynamite Cop
- Spikeout

## 1999
- Gaia Crusaders
- Knights of Valour
- The Legend of Silk Road
- T'ai Fu: Wrath of the Tiger
- Zombie Revenge

## 2000
- Bouncer, the
- Dynasty Warriors 2
- Knights of valour 2
- Slash Out

## 2001
- Crystal of Kings, The
- Devil May Cry
- Knights of valour 2 : Nine dragons
- Onimusha: Warlords
- Sengoku 3
- X-Men: Reign of Apocalypse

## 2002
- Dynasty Warriors 3
- Mystic Heroes
- Onimusha 2: Samurai's Destiny
- Project Arms
- Shinobi

## 2003
- Chaos Legion
- Demolish Fist
- Devil May Cry 2
- Drakengard
- Gladiator, The: Road of the Sword
- Knights of Valour - The Seven Spirits
- Le Seigneur des anneaux : Le Retour du roi
- Viewtiful Joe

## 2004
- Ninja Gaiden
- Onimusha 3: Demon Siege
- Viewtiful Joe 2
- Rise to Honour

## 2005
- Beat Down: Fists of Vengeance
- Blood Will Tell
- Colosseum: Road to Freedom
- Devil Kings
- Devil May Cry 3 : L'Éveil de Dante
- Dynasty Warriors 5
- Genji: Dawn of the Samurai
- God of War
- Gunstar Future Heroes
- Ninja Gaiden Black
- Spikeout Battle Street
- Urban Reign
- Viewtiful Joe: Double Trouble
- Warriors, the
- Yakuza

## 2006
- Dead Rising
- Drakengard 2
- Final Fight: Streetwise
- Guilty Gear Judgment
- Ninety-nine nights
- Onimusha: Dawn of Dreams
- Samurai Champloo: Sidetracked
- Samurai Warriors 2
- War of the Grail
- Yakuza 2
- Onechanbara: Bikini Samurai Squad

## 2007
- Dynasty Warriors: Gundam
- God of War II
- Oriental Legend 2
- Ninja Gaiden Sigma
- Heavenly Sword

## 2008
- Devil May Cry 4
- Dynasty Warriors: Gundam 2
- God of War: Chains of Olympus
- Ninja Gaiden II
- Star Wars : Le Pouvoir de la Force
- La Légende de Spyro : Naissance d'un dragon
- Onechanbara: Bikini Zombie Slayers

## 2009
- Bayonetta
- The Dishwasher: Dead Samurai
- Madworld
- Muramasa: The Demon Blade
- Ninja Blade
- Ninja Gaiden Sigma 2
- The Dishwasher: Dead Samurai
- X-Men Origins: Wolverine
- X-Blades

## 2010
- Clash of the Titans
- Castlevania: Lords of Shadow
- Dante's Inferno
- Darksiders
- Dead Rising 2
- Fist of the North Star: Ken's Rage
- God of War III
- God of War: Ghost of Sparta
- Naruto Shippuden: Dragon Blade Chronicles
- Sengoku Basara: Samurai Heroes
- Star Wars : Le Pouvoir de la Force 2
- Splatterhouse

## 2011
- The Asskickers
- Dead Block
- Dead Rising 2: Off the Record
- Dynasty Warriors 7
- The Cursed Crusade
- Knights Contract

## 2012
- Asura's Wrath
- Darksiders II
- Ninja Gaiden 3
- Anarchy Reigns
- Lollipop Chainsaw
- Blades of Time
- Onechanbara Z: Kagura

## 2013
- Dead Rising 3
- DmC: Devil May Cry
- God of War: Ascension
- Metal Gear Rising: Revengeance
- Croixleur Sigma
- Ryse: Son of Rome
- Mitsurugi Kamui Hikae
- Marlow Briggs and the Mask of Death
- The Wonderful 101
- Killer is Dead
- Dragon's Crown
- Sacred Citadel

## 2014
- Bayonetta 2
- Castlevania: Lords of Shadow 2
- Hyrule Warriors
- Ryu ga Gotoku Ishin!
- Yaiba: Ninja Gaiden Z
- Onechanbara Z2: Chaos
- The Legend of Korra
- RWBY: Grimm Eclipse

## 2015
- Transformers: Devastation
- Afro Samurai 2: Revenge of Kuma
- Devil's Third
- Senran Kagura: Estival Versus
- Valkyrie Drive: Bhikkhuni

## 2016
- ICEY
- Fate/Extella: The Umbral Star
- Berserk and the Band of the Hawk
- Honkai Impact 3rd
- Teenage Mutant Ninja Turtles: Mutants in Manhattan

## 2017
- Samurai Riot
- Aztez
- NieR:Automata
- Malicious Fallen

## 2018
- Senran Kagura Burst Re:Newal
- Assault Spy
- God of War
- Warriors Orochi 4
- Fate/Extella Link

## 2019
- Devil May Cry 5
- Oneechanbara Origin
- Tokyo Ghoul: re Call to Exist
- Astral Chain
- Dusk Diver
- Travis Strikes Again: No More Heroes
- Action Taimanin

## 2020
- Streets of Rage 4
- Sakuna: Of Rice And Ruin
- Kamen Rider: Memory of Heroez
- Samurai Jack: Battle Through Time
- Ogre Tale

## 2021
- Astérix & Obélix : Baffez-les Tous !
- Young Souls
- Streets of Rage 4: Mr. X Nightmare

## 2022
- BROK the InvestiGator
- Sifu
- Teenage Mutant Ninja Turtles: Shredder's Revenge
- Bayonetta 3

## 2023
- Clash: Artifacts of Chaos
- Hi-Fi Rush
- Star Wars Jedi: Survivor

## 2024
- Wonder Blade
- Golem Rage
- Death Road to Canada
- NeverGone
- Lords of the Fallen
- Double-Jeu - Les Super Nanas
- Warhammer 40,000: Freeblade
- Les Portails dimensionnels (Tortue ninja)
- Angel Stone
- Heroes and Castles 2
- Marvel Future Fight
- Implosion - Never Lose Hope
- X-Men: Days of Future Past
- Stormblades
- Godfire: Rise of Prometheus
- Ninja Turtles
- Gardiens de la Galaxie : A.U.
- Warhammer 40,000: Carnage
- Bolt'N'Punch

## 2025
- Mayhem Brawler II: Best of Both Worlds
- Utawarerumono: ZAN